# TT215
| i | mn · n · Aa13 | i | p · t | O45 |

| i | mn · n · Aa13 | i | p · t | O45 |

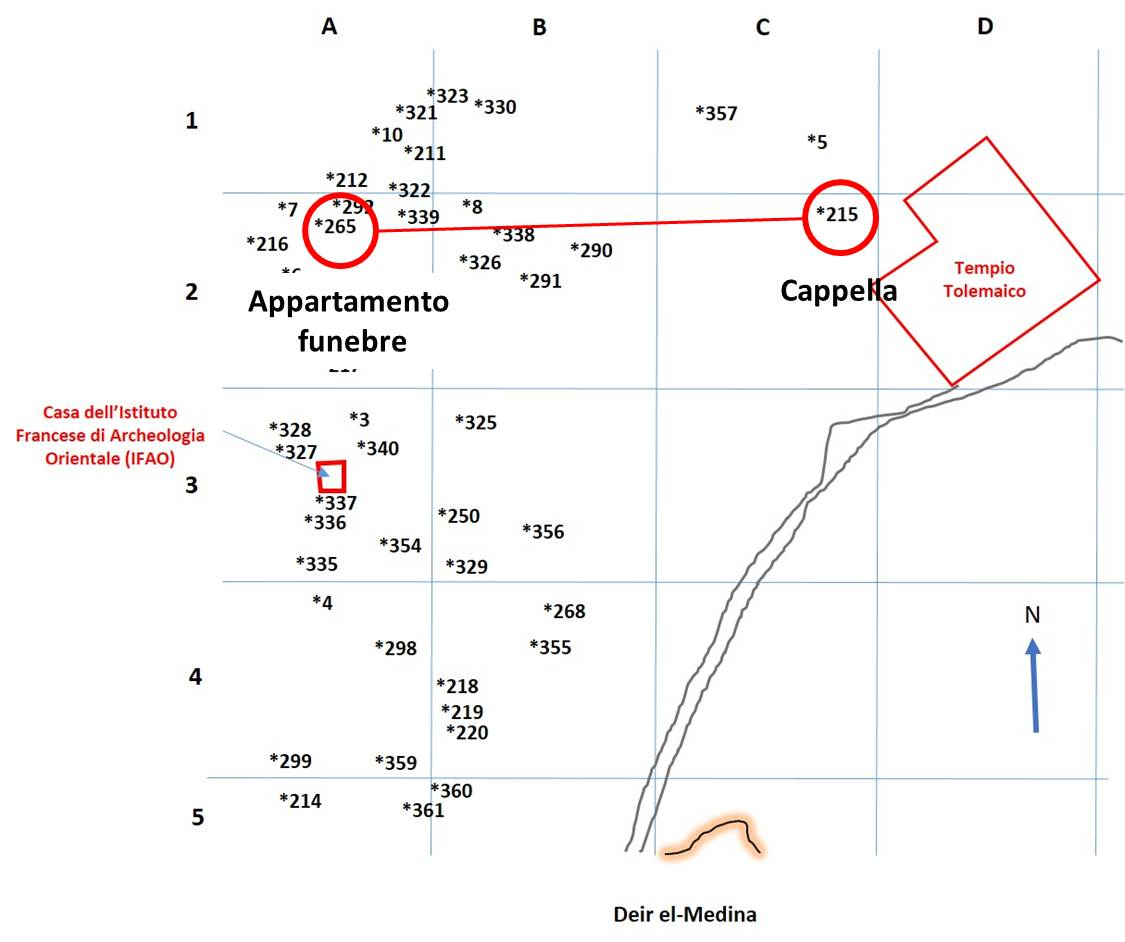
Posizioni reciproche della TT215 (cappella) e TT265 (appartamento funerario)

La tomba di Amenemipet o Amenemopet (TT215, Theban Tomb 215) è una delle Tombe dei Nobili ubicate nell'area della cosiddetta Necropoli Tebana, sulla sponda occidentale del Nilo dinanzi alla città di Luxor, in Egitto. Destinata a sepolture di nobili e funzionari connessi alle case regnanti, specie del Nuovo Regno, l'area venne sfruttata, come necropoli, fin dall'Antico Regno e, successivamente, sino al periodo Saitico (con la XXVI dinastia) e Tolemaico.
TT215 è di fatto la cappella, mentre la vera camera funeraria si trova nella TT265, sempre di Amenemopet.

## Titolare
TT215 era la tomba di:
| Titolare   | Titolo                              | Necropoli      | Dinastia/Periodo | Note                                                                   |
| ---------- | ----------------------------------- | -------------- | ---------------- | ---------------------------------------------------------------------- |
| Amenemopet | Scriba reale nel Luogo della verità | Deir el-Medina | XIX dinastia     | non lontano dal tempio, a poca distanza dalla collina; a est della TT5 |

### Biografia
I nomi dei genitori, Minmose ed Esi, sono ricavabili dalla TT335 di Nakhtamon, Servo del luogo della Verità, Incisore di Amon, e Prete wab di Amenhotep I. Hathor, detta Hunuro, fu sua moglie; su una parete è rappresentato un figlio, ma non ne è indicato il nome.

## Descrizione

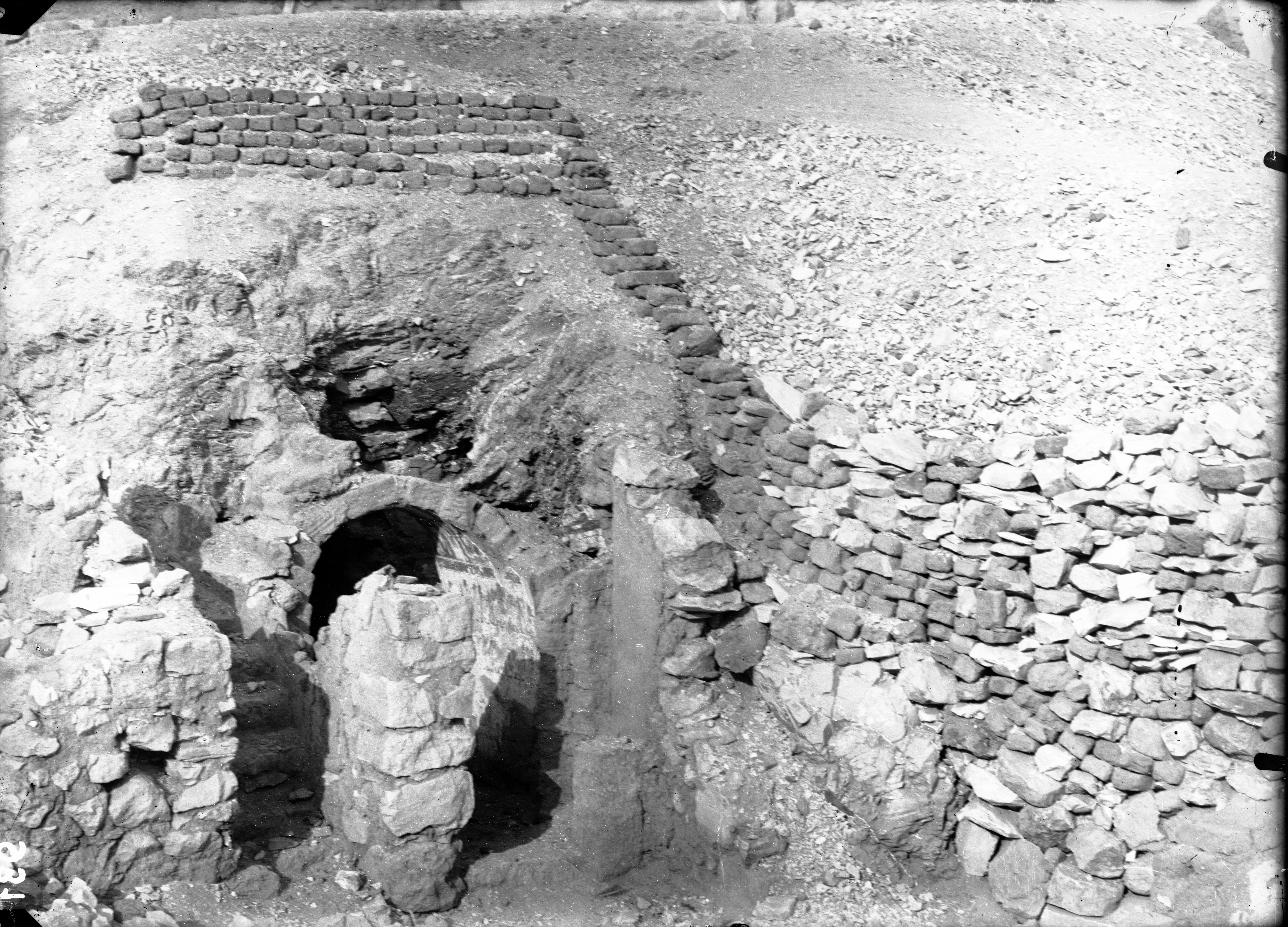
Cappella funeraria della tomba TT215 di Amenemipet. La struttura a botte della cappella era originariamente coperta da una piccola piramide in muratura. Scavi Schiaparelli, 1909.

TT215 è di fatto la cappella, mentre la vera camera funeraria si trova nella TT265, sempre ad Amenemopet intestata. Nella cappella, costituita da una semplice camera rettangolare da cui si accede a una piccola camera più interna, poche sono le scene parietali sopravvissute: un figlio presenta liste di offerte [al defunto e a sua moglie] (?); poco oltre, su tre registri sovrapposti, scene del corteo funerario con statue di Anubi/sciacallo trasportate verso il tempio tra due sicomori, altre scene del corteo con Anubi sotto un padiglione con tre dee femminili mentre la moglie (?) canta dinanzi al defunto seduto sotto una palma. Sul soffitto a volta, i Campi di Aaru con Harsheri, Scriba reale del Signore delle Due Terre, e la moglie intenti nella mietitura; frammenti di altre scene con palme e testi del Libro delle Porte; frammenti del defunto e della moglie che adorano un demone guardiano armato di coltello e resti di pesci e tartarughe in un laghetto.
Nella camera più interna, il defunto e la moglie adorano Ra-Horakhti e Amon-Ra e tracce di testo con il defunto, la moglie e alcuni bambini.

Foto del 1905-1914 all'epoca degli scavi. Archivio fotografico Museo Egizio, Torino.
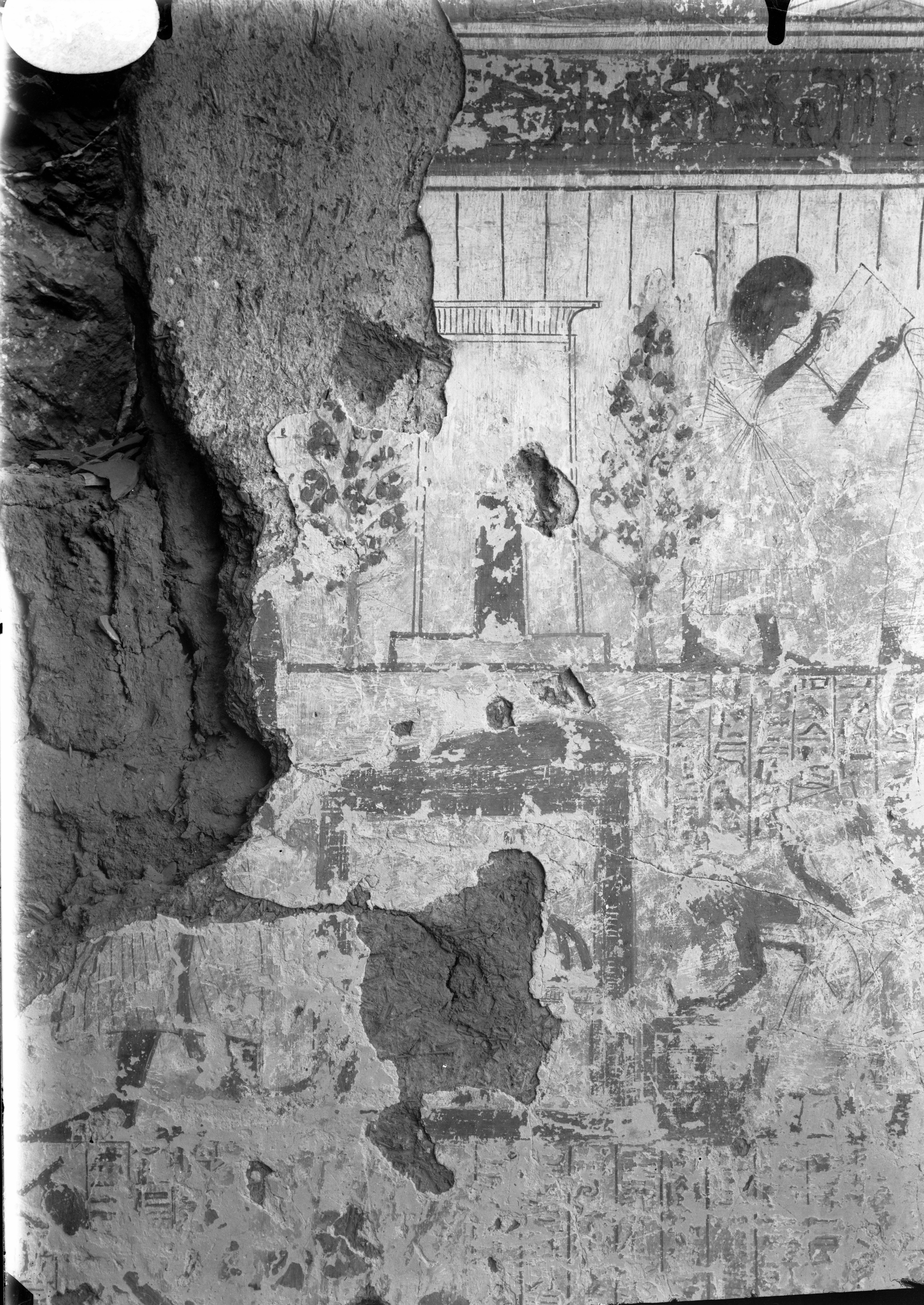
Parete est della cappella di TT 215, la tomba di Amenemipet. Nel registro superiore, da un santuario tra due alberi, parte una processione funebre. Il registro sottostante è meno visibile, ma rappresenta anch’esso una processione funebre.

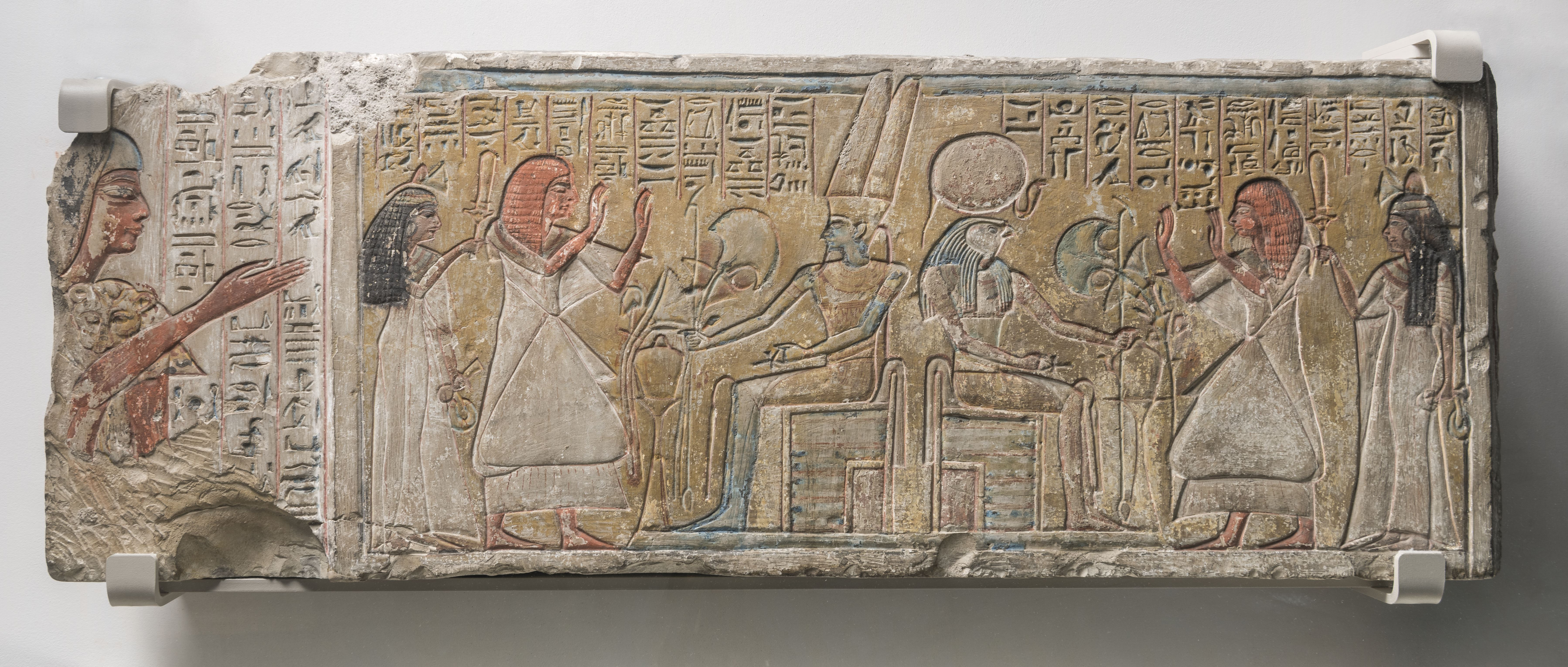
Architrave dalla tomba di Amenemipet. Museo Egizio, Torino (Cat. 1516).

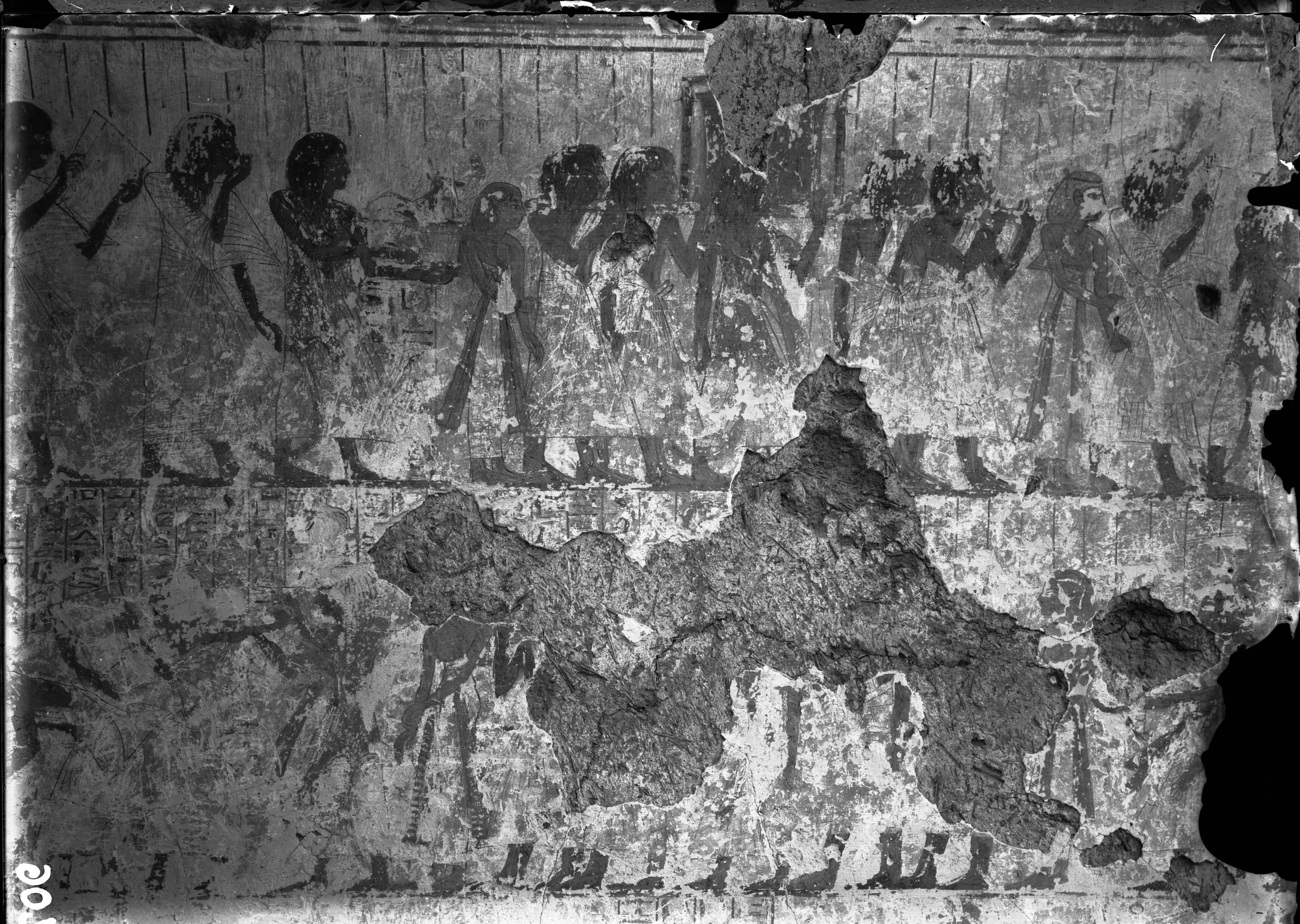
Parete est della cappella di TT 215.

### Annotazioni
1. ↑  La numerazione dei locali e delle pareti segue quella di Porter e Moss 1927, p. 308.
2. ↑  La prima numerazione delle tombe, dalla numero 1 alla 253, risale al 1913 con l'edizione del "Topographical Catalogue of the Private Tombs of Thebes" di Alan Gardiner e Arthur Weigall. Le tombe erano numerate in ordine di scoperta e non geografico; ugualmente in ordine cronologico di scoperta sono le tombe dalla 253 in poi.
3. ↑  I campi della Duat, ovvero l'aldilà egizio, si trovavano, secondo le credenze, proprio sulla riva occidentale del grande fiume.
4. ↑  Nella sua epoca di utilizzo, l'area era nota come "Quella di fronte al suo Signore" (con riferimento alla riva orientale, dove si trovavano le strutture dei Palazzi di residenza dei re e i templi dei principali dei) o, più semplicemente, "Occidente di Tebe".
5. ↑  le Tombe dei Nobili, benché raggruppate in un'unica area, sono di fatto distribuite su più necropoli distinte.
6. ↑  Le note, sovente di inquadramento topografico della tomba, sono tratte dal "Topographical Catalogue" di Gardiner e Weigall, ed. 1913 e fanno perciò riferimento alla situazione dell'epoca.
7. ↑  Set-Maat = "Luogo della Verità" era uno dei nomi con cui era noto il villaggio operaio di Deir el-Medina. Il villaggio era anche noto come Pa-demi, ovvero, semplicemente, "il villaggio".
8. ↑  In TT335 un dipinto parietale rappresenta Amenemopet che offre fiori ai suoi genitori, Minmose ed Esi, ma non è specificato quale legame di parentela esista tra Nakhtamon e Amenemopet
9. ↑  I preti "wab", ma anche "uab", o "uebu", appartenevano al basso clero ed erano incaricati della manutenzione degli strumenti del culto e degli oggetti comunque ad esso connessi. A loro competeva il lavacro, l'abbigliamento giornaliero della statua del dio presso cui operavano e il trasporto della statua del dio (generalmente su una barca sacra) durante le cerimonie. Erano gerarchicamente sottoposti ad un "grande prete wab" cui competevano le operazioni giornaliere di culto della divinità.

### Fonti
1. 1 2  Porter e Moss 1927,  p. 311.
2. ↑  Gardiner e Weigall 1913.
3. ↑  Donadoni 1999,  p. 115.
4. 1 2  Gardiner e Weigall 1913, p. 34.
5. ↑  Gardiner e Weigall 1913, pp. 34-35.
6. ↑  Gardiner e Weigall 1913, p. 35.
7. ↑  Porter e Moss 1927,  p. 312.